# 로버트 E. 쿨리
로버트 E. 쿨리(Robert E. Cooley, 1930년 9월 12일 ~ 2021년 4월 1일)은 고든 콘웰 신학교의 교수와 총장을 하였다. 고대 이스라엘 고고학 연구의 권위자이다.

## 생애
1930년 9월 12일 미시간주 칼라마주에서 태어났다. 그는 미주리주 스프링 필드에 있는 Central Bible College에 다녔으며 1955년에 일리노이에 있는 Wheaton College에서 학부 교육을 마쳤다. 그는 1957년 Wheaton에서 석사 학위를 받고 New York University에 진학하여 1968년에 히브리 연구 및 근동 고고학 박사 학위를 받았다. 1950년대에 쿨리 박사는 고대 이스라엘 도시인 도단에서 발굴 작업을 주도하여 도자기와 개인 소지품이 가득한 대가족 무덤을 발견했다. 이 컬렉션은 연구 및 출판되었으며 현재 예루살렘의 박물관에 보관되어있다.
그의 초기 경력의 대부분은 고고학에 중점을 두었으며 1973년부터 1981년까지 미주리 주립 대학의 고고학 연구 센터 소장을 역임했다. Cooley 박사는 고고학 발굴을 수행하고 이스라엘과 주변 지역으로 기독교 순례 여행단을 이끌고 수년 동안 중동을 100 회 이상 방문했다. 1981년에 Gordon-Conwell Theological Seminary의 이사회는 그를 1997년 은퇴 할 때까지 명예회장으로 선정하였다. Gordon-Conwell에 있는 동안 그는 신학교가 번창 할 수 있도록 혁신적인 전략을 개발했다. 오늘날의 변화하는 세상에서 그는 학교의 확장 할 필요성을 인식하고 샬럿에 Gordon-Conwell 캠퍼스를 구상하고 설립하는데 중요한 역할을 했다. 한국에도 여러차례 방문하였다.
그의 전체 경력을 통해 그는 뛰어난 연구자, 교수 및 행정 가로 알려졌으며 저명한 학자뿐만 아니라 전략가이자 미래 학자로서도 국내 외적으로 명성을 얻었다. 조직 체계에 대한 폭 넓은 이해와 기민한 마음으로 그는 여러 이사회에서 봉사하도록 부름 받았으며, 그중에는 The Association of Theological Schools and World Relief를 포함하여 회장 역할을 맡았다. 평택대학교에도 자주 방문하여 고고학 관련 특강을 하였다. 